# Magia en el agua
Magia en el agua (Magic in the water) es una película de Estados Unidos y Canadá estrenada en 1995. Fue dirigida por Rick Stevenson, y protagonizada por  Mark Harmon, Joshua Jackson, David Rasche, Frank Salsedo, Morris Panych, Ben Cardinal, Adrien Dorval.

## Sinopsis
El Doctor Jack Black es un psiquiatra divorciado y con dos hijos. Los tres se van de vacaciones al lago de Glenorky,  una vez en el lago se pasa el día despreocupado, sin hacer caso a sus hijos y escribiendo un libro. Las leyendas locales dicen que en las aguas del lago vive una extraña criatura a la que llaman Orky, pero en realidad es una mentira ideada con la idea de ocultar el vertido de los residuos tóxicos.